# Recompensa diferida
Designa-se recompensa diferida, recompensa adiada, gratificação diferida, ou gratificação adiada a capacidade de uma pessoa esperar com o intuito de obter algo que deseja e que lhe é prometido ou anunciado. Este atributo intelectual também se conhece como controle dos impulsos, força de vontade, autocontrole e preferência temporal «baixa», em economia. Sociologicamente, o bom controle dos impulsos é considerado como característica pessoal positiva; o psicólogo Daniel Goleman afirmou tratar-se de uma característica importante dentro da inteligência emocional. Além disso, quem careça da capacidade psicológica de controlar os impulsos necessita gratificação instantânea e dificilmente poderá autocontrolar-se. 
A experiência de marshmallows de Stanford (1972) feita com crianças em torno da recompensa diferida sugere que um bom controle dos impulsos pode ser psicologicamente importante para os resultados académicos e para o êxito na idade adulta.